# The Reckoning (1908)
The Reckoning é um filme mudo em curta metragem estadunidense, do gênero dramático, lançado em 1908, escrito e dirigido por D. W. Griffith.

## Elenco
- Harry Solter
- Florence Lawrence
- Mack Sennett
- Edward Dillon
- George Gebhardt
- Robert Harron
- Arthur V. Johnson